# Carnegiella myersi
Carnegiella myersi és una espècie de peix de la família dels gasteropelècids i de l'ordre dels caraciformes.

## Morfologia
- Els mascles poden assolir 2,2 cm de longitud total.[4][5]

## Hàbitat
És un peix d'aigua dolça i de clima tropical (23 °C-26 °C).

## Distribució geogràfica
Es troba a Sud-amèrica: conca del riu Amazones al Perú.